# Ring Freiheitlicher Wirtschaftstreibender
Die Freiheitliche Wirtschaft (FW) bzw. der Ring Freiheitlicher Wirtschaftstreibender (RfW) ist ein österreichischer Wirtschaftsverband und die Interessenvertretung der Freiheitlichen Partei Österreichs in der Wirtschaftskammer Österreich.
Bundesobmann ist Matthias Krenn, zugleich Vizepräsident der Wirtschaftskammer. Bundesgeschäftsführer ist Ernst Lengauer.

## Geschichte
Die Gründung erfolgte am 14. November 1959. In der konstituierenden Generalversammlung wurden Karl Bartsch (Obmann), Hans Rader, Emil van Tongel und Willfried Gredler in den Bundesvorstand gewählt. In den folgenden Jahren gründeten sich in allen Bundesländern Landesorganisationen. Anfang der 1980er Jahre war der damalige RfW in die Erarbeitung des FPÖ-Wirtschaftskonzepts Liberale Marktwirtschaft 90 unter dem damaligen Bundesparteiobmann Norbert Steger eingebunden. 1985 erfolgte die erste bundesweite Kandidatur zu den Handelskammerwahlen. 1990 konnten mit bundesweit 14,8 %, 1995 sogar mit 21,3 % wichtige Erfolge erzielt werden. Bei den letzten Wirtschaftskammerwahlen im Jahr 2015 wurde der RfW mit bundesweit 9,4 % drittstärkste Kraft, konnte aber in den Bundesländern Kärnten, Oberösterreich, Steiermark und Tirol den zweiten Platz behaupten. In Vorarlberg kandidierte der RfW im Rahmen der Wahlgemeinschaft Vorarlberger Wirtschaft gemeinsam mit dem Wirtschaftsbund.

## Ausrichtung
Ziele des Verbands sind laut Satzung die Wahrung der Grundsätze der Wirtschaftsfreiheit, der Privatinitiative und des freien Wettbewerbs sowie die Garantie der Unverletzlichkeit des Eigentums. Weiters werden die Erhaltung eines gesunden Mittelstandes, die Durchsetzung einer ausgeglichenen Finanzwirtschaft, Entlastungen und Bürokratieabbau gefordert.

## Landesorganisationen
| Name (Abkürzung)    | Obmann                              | Website                  |
| ------------------- | ----------------------------------- | ------------------------ |
| FW Burgenland       | Petra Wagner                        | https://www.fw.at/bgld/  |
| FW Kärnten          | Bgm. KommR Matthias Krenn           | https://www.fw.at/ktn/   |
| FW Niederösterreich | Reinhard Langthaler                 | https://www.fw.at/noe/   |
| FW Oberösterreich   | LR Bgm. KommR Ing. Wolfgang Klinger | https://www.fw.at/ooe/   |
| FW Salzburg         | Andreas Teufl                       | https://www.fw.at/sbg/   |
| FW Steiermark       | KommR Dr. Erich Schoklitsch         | https://www.fw.at/stmk/  |
| FW Tirol            | KommR Winfried Vescoli              | https://www.fw.at/tirol/ |
| FW Vorarlberg       | KommR Ing. Eduard Fischer           | https://www.fw.at/vbg/   |
| FW Wien             | Ronald Walter                       | https://www.fw.at/wien/  |

## Bundesleitung/Bundesobmann
- 1959–1960 Karl Bartsch (1911–2002), Ziegeleibesitzer
- 1960–1965 Hans Rader (1920–1965), Kaufmann
- 1965–1971 Ernst Walch (1919–2004), Kaufmann
- 1971–1975 Harald Prinzhorn (1914–1979), Papierindustrieller
- 1975–1977 Georg Hanreich (1939–2023), Techniker, Kunsthandwerker
- 1977–1979 Rupert Schiffrer (1924–2004), Kaufmann
- 1979–1988 Hermann Eigruber (1930–2013), Techniker
- 1988–1998 Helmut Haigermoser (* 1940), Kaufmann
- 1998–2004 Maximilian Hofmann (* 1954), Techniker
- 2004–2014 Fritz Amann (* 1950), Elektrotechniker[6]
- seit 2014: Matthias Krenn (* 1960), Hotelier[7]

## Auszeichnungen
- Burghard-Breitner-Preis